# Mauritia carana
Mauritia carana är en enhjärtbladig växtart som beskrevs av Alfred Russel Wallace. Mauritia carana ingår i släktet Mauritia och familjen Arecaceae. Inga underarter finns listade i Catalogue of Life.